# Micky Adriaansens
Monique Anne Maria « Micky » Adriaansens (née le 1er mars 1964) est une femme politique, avocate et administratrice néerlandaise qui est ministre des Affaires économiques et de la Politique climatique dans le quatrième cabinet Rutte de janvier 2022 à juillet 2024. Membre du Parti populaire pour la liberté et la démocratie (VVD), elle est auparavant membre du Sénat (2019-2022).

## Carrière
Originaire de Schiedam, Adriaansens fréquente le gymnase municipal d'Hilversum. Elle étudie le droit, la politique de la santé et la gestion à l'Université Érasme de Rotterdam. Durant ses études, elle est active dans le Hermes House Band.
Elle travaille ensuite pour le cabinet d'avocats AKD en droit des faillites. Entre 1999 et 2003, Adriaansens travaille comme consultante chez Twynstra Gudde, avant de devenir administratrice des soins de santé. Le 1er juin 2016, elle retourne à Twynstra Gudde où elle devient présidente du conseil d'administration. Au cours de sa carrière dans le secteur privé, elle occupe également divers postes de direction de surveillance,,.
Elle est présidente du Larensche Mixed Hockey Club (2012-2017), qu'elle aide à sortir de ses dettes. Elle reçoit pour cela la médaille d'honneur municipale de la municipalité de Laren en 2017 ; elle est nommée membre honoraire du club en 2018.
Elle est membre du Sénat de juin 2019 à janvier 2022 et préside la commission permanente de la santé, du bien-être et des sports. Au cours du dernier mois, Adriaansens est nommée ministre des Affaires économiques et de la Politique climatique dans le quatrième cabinet Rutte,. Son mandat prend fin le 2 juillet 2024, lorsque le cabinet Schoof prête serment. En février 2025, elle devient présidente de la Nyenrode Business University.